# Tavasz (politikai párt)
A Tavasz (lengyelül: Wiosna) egy lengyelországi szociáldemokrata, európapárti politikai párt, amit Robert Biedroń Słupsk volt polgármestere alapított meg.

## Története
A párt 2019. február 3-án alapult meg. A párt legfőbb feladatának a nők jogainak kiterjesztése, az állampolgárok nagyobb részvétele a közügyekben. Fontos feladatuknak tekintik Európa-párti erőként, hogy az Európai Unió az állampolgárok számára is közeli legyen. Megalakulásuk után már 8-10% közöttire mérték a különböző közvélemény-kutató cégek.

## Ideológia

### Szociálpolitika
A párt javaslatot tett, hogy a havi minimum nyugdíj 1.600 zlotyi legyen. A havi minimálbért 2020-ig 2.700 zlotyira emelnék, 2022-ig pedig 3.265 zlotyira. A másik javaslatukban a minimálbér mértékét az egy főre vetített bruttó nemzeti havi bevétel 60%-ban határoznák meg. A pedagógusok esetében is béremelést hajtanának végre, a pályakezdő pedagógusoknak 3.500 zlotyis havi bért állapítanánk meg. Felszámoltatnák a ZUS-t az állami társadalombiztosító intézetet és a KRUS-t az állami mezőgazdasági dolgozóknak fenntartott társadalombiztosító intézetet. A társadalombiztosítási feladatokat az adóhivatal venné át.
Szintén emelést hajtanának végre a rokkantsági ellátáson valamint az otthonápolásban résztvevő rokonoknak egy hetes fizetett szabadságot biztosítanának. A jelenleg hatályos 500+ nevű családi pótlék rendszerében is változtatni szeretnének. Jelenleg az 500+ csak a két és annál több gyerekkel rendelkező kétszülős családok esetében jár, az új rendszerben az egy gyereket nevelő, egyedülálló szülős családoknak is járna.

### Környezetvédelem
A párt 2035-re bezáratná az ország összes szénbányászatát és a megújuló energiaforrásokba fektetnének be. Biedron fontosnak tartja az állatjogok kiterjesztését, ami miatt külön állami hivatalt is létrehoznának.

### Társadalompolitika
A párt liberális álláspontot képvisel és bevezetnék a regisztrált élettársi kapcsolatot az azonos nemű, ill. a heteroszexuális párok esetében.

### Médiapolitika
A párt nyilvánossá tenné a TVP lengyel közmédia költségvetését és finanszírozását átláthatóvá tenné.